# 歪脚龙竹
歪脚龙竹（学名：Dendrocalamus sinicus），也称巨龙竹，为禾本科牡竹属下的一个种。其种加词“Sinicus”意为“中国的”。该种是中国大型丛生竹的典型代表，秆高可以达到30m以上，直径可以达到30cm，是目前所见文献记载中世界上秆型最为高大的竹种。
本种是1982年在中国云南西双版纳发现的新种，因当时所见种群秆型相对较小，且基部节间短缩和偏斜，被命名为“歪脚龙竹”。90年代初，西南林业大学薛纪如教授带领研究生开展进一步调查发现，该种原产地和现代分布中心并不在西双版纳，而是位于滇西南边远的南亚热带中山地区。分布在该地区的种源秆型高大通直，因此重新命名为“巨龙竹”。
巨龙竹有厚壁型和薄壁型，秆壁平均厚度厚壁型为薄壁型的1.5倍，二者在节部形态特征、气生根和秆壁厚度三个方面具有显著差异。

## 变种
- 厚壁巨龙竹 Dendrocalamus sinicus var. pachyloenus Hui,W. Y. Liu et. Z. J. Shi，发现于孟连县海拔1200 m的边远山区。[2]